# Sharjah Cricket Association Stadium
Das Sharjah Cricket Association Stadium (oft nur Sharjah Cricket Stadium) ist ein Cricketstadion in Sharjah, Vereinigte Arabische Emirate. Das Stadion wurde 1982 eröffnet und ist seitdem das Heimatstadion der Cricket-Nationalmannschaft der Vereinigten Arabischen Emirate.

## Kapazität & Infrastruktur
Das zunächst eher spärlich ausgestattete Stadion entwickelte sich über die Zeit zu einem modernen Cricketstadion mit bis zu zeitweilig 27.000 Sitzplätzen und Flutlichtanlage. Heute liegt die Kapazität bei etwa 15.000 Sitzplätzen. Die Enden des Pitches werden mit Pavilion End und Sharjah Club End bezeichnet.

## Internationales Cricket
Da die Cricket-Nationalmannschaft der Vereinigten Arabischen Emirate keinen Full-Member-Status bei dem ICC besitzt, ist es ihr nicht erlaubt, Test-Matches auszutragen. Das Sharjah Stadium gehört zu den wenigen Cricketstadien mit Test-Match-Status weltweit, in dem die Nationalmannschaft des Landes keine Tests spielen darf. Das erste One-Day International fand zwischen Pakistan und Sri Lanka im Jahr 1984 statt. Seitdem erfreute sich das Stadion großer Beliebtheit für Drei- oder Vier-Nationenturniere, so dass zahlreiche ODIs hier stattfanden. Das erste Test-Match fand 2002 zwischen Pakistan und den West Indies statt.
Nach dem Anschlag auf die sri-lankische Nationalmannschaft in Lahore suchte das Pakistanische Cricket Board eine neutrale Austragungsstätte für zukünftige internationale Matches. Die Wahl fiel auf die Vereinigten Arabischen Emirate. Seit 2011 ist das Sharjah Cricket Stadium Austragungsort für Heimspiele der pakistanischen Cricket-Nationalmannschaft. Seit 2010 ist es außerdem das Heimatstadion der afghanischen Cricket-Nationalmannschaft. Neben internationalen Spielen war das Stadion 2014 auch Austragungsort für die Indian Premier League 2014.
Das Sharjah Cricket Association Stadium war einer der Austragungsorte der internationalen Turniere Asia Cup 1984, Austral-Asia Cup 1990, Asia Cup 1995, Men’s T20 World Cup 2021, Asia Cup 2022 und Women’s T20 World Cup 2024.

## Match-fixing Skandal
Im Jahr 2000 wurde bekannt, dass in Sharjah regelmäßig Spielbetrug, vornehmlich von der pakistanischen Nationalmannschaft durchgeführt wurde. Dieser Match-fixing-Skandal führte dazu, dass die indische Regierung sich weigerte seine Nationalmannschaft weiterhin in Sharjah spielen zu lassen. Ab 2003 wurden kaum noch internationale Spiele hier ausgetragen.